# 馬約阿
34°26′47″S 70°56′45″W / 34.44639°S 70.94583°W

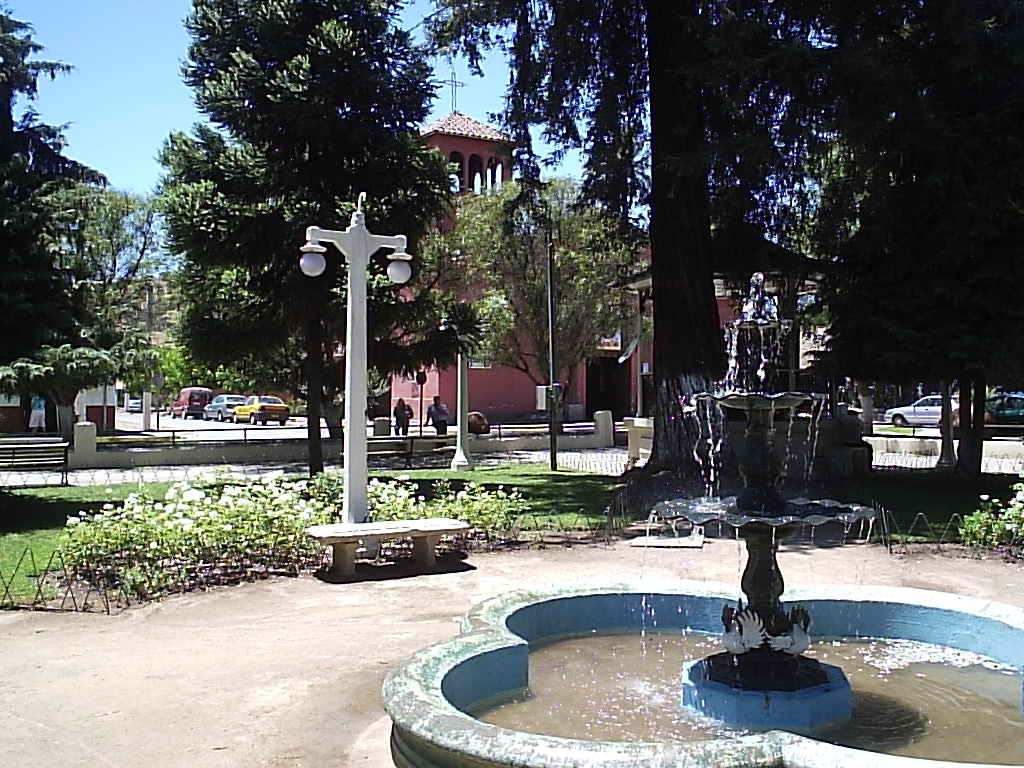

馬約阿（西班牙語：Malloa），是智利的城鎮，位於該國中部奧伊金斯將軍解放者大區的卡查波阿爾省，面積112.6平方公里，海拔高度254米，2012年人口12,342人，人口密度每平方公里110人。
- .   [10 November 2010]. （原始内容存档于2021-02-24） （西班牙语）. （页面存档备份，存于）
- .   [10 November 2010]. （原始内容存档于2020-05-07） （西班牙语）. （页面存档备份，存于）
- Municipality of Malloa